# Inèrcia (grup de música)
Inèrcia són un grup de música valencià d'estil punk-rock compost per Aitor Estan (veu i guitarra), Pau Tudela (guitarra), Patri Montava (bateria) i Saül Sempere (baix), d'Alfafara i Banyeres de Mariola.
Comencen a tocar el 2010 i tres anys després publiquen el primer videoclip, El Secret, així com el primer treball No és cap simulacre. El 2015 publiquen el segon disc, Sendes Salvatges, produït per Mark Dasousa.
El 2016 versionen en valencià la cançó de Vetusta Morla Copenhague. El 2018 ix el tercer treball, Lluita.
En 2020 estrenen Magnetismes, un treball en format EP el tema del qual és la necessitat de relacions més humanes i properes, de la necessitat de connectar.
El febrer de 2022, el grup publicà a les seues xarxes socials un comunicat anunciant el seu comiat. En ell feien referència als canvis patits en els dos anys anteriors, on l'activitat del grup s'havia ja reduit molt degut a circumstàncies personals i a la pandèmia de COVID-19.

## Discografia
- No és cap simulacre (Mésdemil, 2012)
- Sendes salvatges (Mésdemil, 2015)
- Lluita (Autoedició, 2018)
- Magnetismes, EP (Halley Supernova, 2020)